# Malewa
Malewa est une pousse de bambou comestible, fumée qui est séchée pour être conservée. Les bambous poussent dans l'état sauvage à l'est de l'Ouganda autour du mont Elgon dans les districts de Bududa, Sironko et Mbale.

## Origine

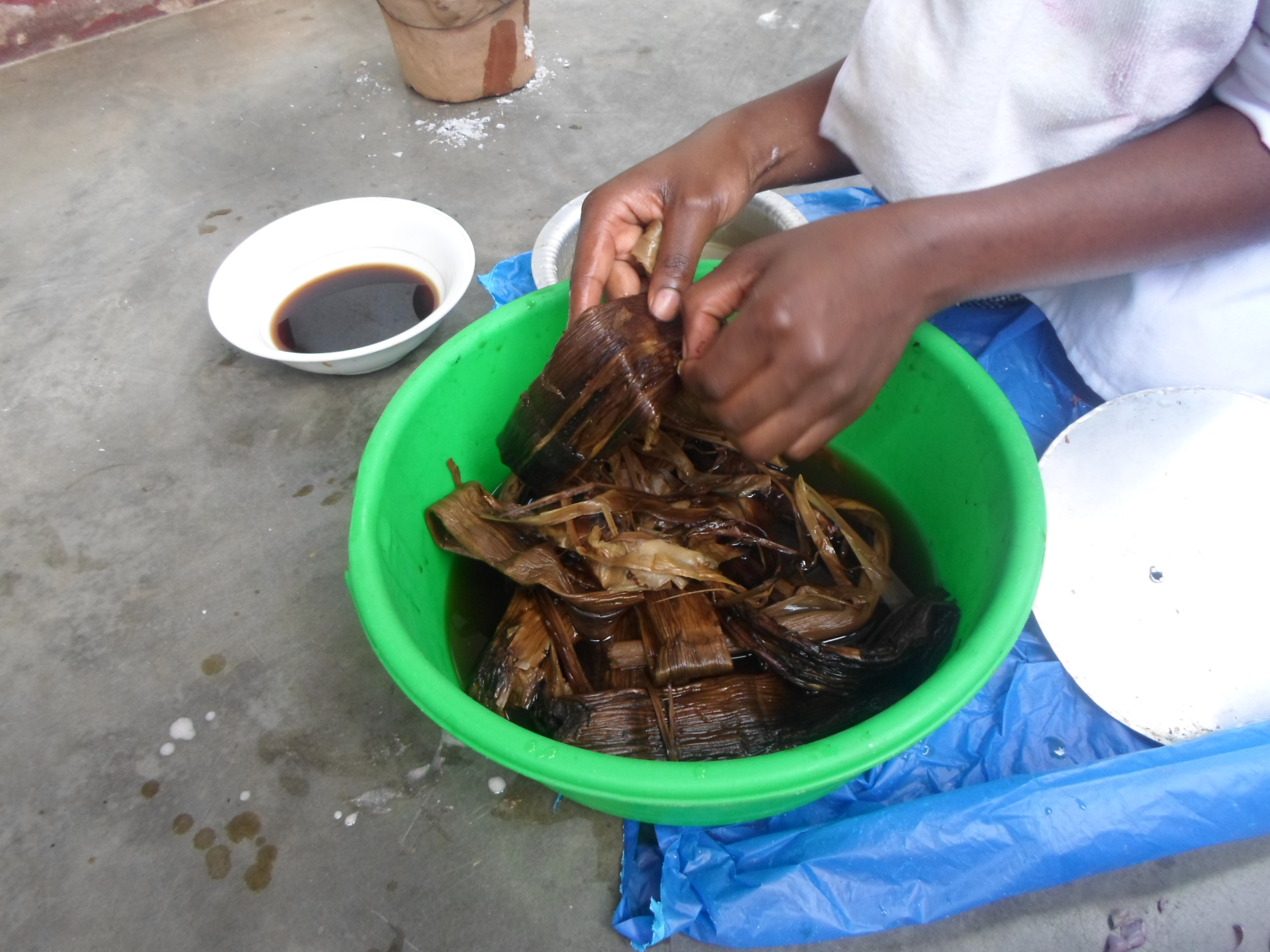
Malewa

Malewa est originaire de l'est de l'Ouganda dans la sous-région Bugisu . Il était à l'origine consommé comme nourriture et plus tard à être cuit comme une sauce  mélangé avec des  graines de sésame (simsim moulu) ou des cacahuètes. Malewa est servi lors des cérémonies à Bugisu, par exemple pour la circoncision (Mbalu), mariages traditionnels,.

## Ingrédients
- Malewa
- Eau
- Sel
- La pâte d'arachide

## Préparation
Malewa est bouilli dans de l'eau pour être nettoyer, puis les articulations de la pousse sont découpées en laissant les parties médianes qui sont découpées en plus petits morceaux. Du sel est ajouté au malewa bouilli pour le rendre plus tendre. Enfin la pâte d'arachide et le sel sont ajoutés puis laisser mijoté la sauce pour avoir du goût. La sauce malewa est servie soit avec du matooke, du manioc, des patates douces, du riz ou du posho,.

## Variantes
Malewa peut être servi et consommé cru, cuit à la vapeur ou bouilli dans de l'eau.